# Famille Wesselényi
 (août 2024).
Si vous disposez d'ouvrages ou d'articles de référence ou si vous connaissez des sites web de qualité traitant du thème abordé ici, merci de compléter l'article en donnant les références utiles à sa vérifiabilité et en les liant à la section « Notes et références ».
Wesselényi (en hongrois : hadadi báró és gróf Wesselényi, [ˈvɛʃɛleːɲi]) est une ancienne famille aristocratique hongroise.

## Histoire
La famille Wesselényi est originaire d'un lieu-dit Weselény du comté de Nógrád, déjà abandonné à la fin du XVIe siècle. Le premier membre connu est Farkas Wesselényi : il se distingue en 1562 au siège de Szécsény et à la défense de Szádvár en 1567. Il épouse  lapispataki Segnyey Dora dont Miklós I, auteur de la branche gyekei et Ferenc I, auteur de la branche hadadi.

## Personnalités
- baron Ferenc Wesselényi (hu) (1580°), Maître du trésor, baron en 1582.
- Miklós Wesselényi (hu) (1504–1584), Juge en chef (ítélőmester) de Transylvanie.
- comte Ferenc Wesselényi (1605–1667), Palatin de Hongrie.
- baron Pál Wesselényi (hu) (1654–1694), chef kuruc.
- baron István Wesselényi (hu) (1674–1734), partisan des Habsbourgs, il est főispán de Szilágy en 1699, parlementaire (1710–1713) puis Président de la Table (táblai elnök, 1715) et conseiller privé (1729).
- baronne Zsuzsanna Wesselényi (1758°), écrivain.
- baron Miklós Wesselényi (hu) (1750–1809), capitaine de hussards, homme politique transylvain opposé à l'absolutisme viennois, il fut notamment főispán de közép-szolnok.
- baron Miklós Wesselényi (1796–1850), l'un des chefs de file de l'opposition libérale hongroise et transylvaine à la chambre haute (főrendiház), membre de l'Académie hongroise des sciences, partisan et l'un des initiateurs de la Révolution hongroise de 1848. FIls du précédent.